# 茅焦
茅焦（?—?），是中国战国时期秦国的客卿，齐国人。
秦王政因为嫪毐之乱，把母亲赵姬迁到雍。當時禁錮母親有违孝道，秦王下令為太后求情的，用蒺藜打（戮）后杀死。之后有进谏者27人被杀。茅焦勸說秦王政，秦王烹鼎而待。茅焦说幽禁亲母损害秦王声名，不能使天下人信服；杀忠谏大臣，使天下人才寒心。不利于笼络六国人心、统一天下。秦王采纳了茅焦的建议，到雍城接太后回咸阳甘泉宮。茅焦因为这件事被尊为上卿。